# Zaporizke, Tomakivka
Zaporizke (în ucraineană Запорізьке) este un sat în comuna Volodîmîrivka din raionul Tomakivka, regiunea Dnipropetrovsk, Ucraina.

## Demografie
Componența lingvistică a localității Zaporizke
     Ucraineană (96,23%)
     Rusă (3,77%)
Conform recensământului din 2001, majoritatea populației localității Zaporizke era vorbitoare de ucraineană (96,23%), existând în minoritate și vorbitori de rusă (3,77%).